# Franz Joseph Aloys Antony
Franz Joseph Aloys Antony (* 1. Februar 1790 in Münster; † 7. Januar 1837 ebenda) war ein deutscher katholischer Geistlicher, Kirchenmusiker, Pädagoge und Autor.

## Leben
Franz Joseph Aloys Antony wurde als Sohn des Joseph Antony (* 12. Januar 1758; † 1836), Domorganist in Münster und dessen Ehefrau Bernhardina (* unbekannt; † 1826), geb. Möllers, geboren.
Er besuchte die Elementarschule, kam dann zur Lambert-Trivialschule zum Rektor Oliva und besuchte anschließend das Paulinische Gymnasium. 1808 begann er an der philosophischen Fakultät der Universität Münster sein Studium und wechselte im darauffolgenden Jahr zur theologischen Fakultät. 1813 erhielt er die priesterlichen Weihen und übernahm im gleichen Jahr das Vikariat der Lambertipfarrkirche; gleichzeitig übernahm er für einige Jahre einen Teil des Unterrichts in der Lamberti-Trivialschule. Er setzte trotz seiner umfänglichen amtlichen Tätigkeiten und sprachlichen, sowie literarischen Arbeiten, seine musikalischen und besonders musik-wissenschaftlichen Studien fort, und erlangte speziell im liturgischen Gesang und Orgelbaufach umfassende Kenntnisse.
Im Sommer 1819 wurde er in das Ministerium der Geistlichen-, Unterrichts- und Medizinalangelegenheiten nach Berlin berufen. Dort sollte er im persönlichen Kontakt mit anderen Kirchenmusikern seine Ausbildung vervollkommnen. Im Vergleich mit den anderen Musikern zeigte er sich diesen allerdings ebenbürtig, teilweise auch überlegen. Professor Carl Friedrich Zelter bescheinigte ihm schriftlich in anerkennender Weise seine Fähigkeiten. Nach seiner Rückkehr im Herbst 1819 übernahm er am Anfang des neuen Schuljahres als Professor den Gesangsunterricht am neu organisierten Gymnasium und hielt gleichzeitig Vorlesungen über Kirchenmusik an der Universität, die inzwischen zur „akademischen Lehranstalt“ herabgestuft worden war. Zur gleichen Zeit wurde er Nachfolger des verstorbenen Chordirektors Varro.
1825 unternahm er als erzbischöflicher Kommissar zweimal eine Reise nach Köln zur Untersuchung des dortigen Kirchengesangs. Im Frühjahr 1833 reiste er im Auftrag des Domkapitels nach Trier, wo er aufgrund seiner fachlichen Kompetenz die Reparatur bzw. den Neubau der dortigen Domorgel überwachen sollte. 1832 gab er aus gesundheitlichen Gründen den Gesangsunterricht im Gymnasium ab und übernahm die freigewordene Organistenstelle im St.-Paulus-Dom.

## Schriften (Auswahl)
Als Autor
- Hülfsbuch für den Gesangunterricht, zunächst für Gymnasien. 1822.
- Archäologisch-liturgisches Lehrbuch des Gregorianischen Kirchengesanges. Coppenrathsche Buchhandlung, Münster 1829.
- Geschichtliche Darstellung der Entstehung und Vervollkommnung der Orgel. Coppenrathsche Buch- und Kunsthandlung, Münster 1832.
- Symbolik der katholischen Kirchengebräuche. Aschendorffsche Buchhandlung, Münster 1836

Als Herausgeber
- Praxis ss. rituum ac ceremoniarum, quibus in augustissimo missae sacrificio caeterisque per annum festivitatibus solemnioribus ecclesia utitur : attendendo ad ritum Romanum et Monasteriensem ; accedunt benedictio fontis in vigiliis paschae et pentecostes, commendatio animae in exequiis solemnibus, missa pro sponso et sponsa, nec non aliquae cantiones sacrae, subjectis characteribus choralibus / ed. notasque congruentes ex probatis authoribus adiecit J. Antony; Münster: Coppenrath 1831.

Als Komponist
- Von seinen, vor allem liturgischen, Kompositionen sind lediglich Lieder und vier Totenmessen gedruckt worden. Seine übrigen musikalischen Werke, häufig Gelegenheitskompositionen, blieben unediert.